# Konrad Donczew
Konrad Donczew (ur. 12 kwietnia 1992 we Wrocławiu) – polski lekkoatleta specjalizujący się w sprintach oraz biegach przez płotki.
W 2011 był członkiem reprezentacyjnej sztafety 4 x 100 metrów, która zdobyła w Tallinnie brązowy medal mistrzostw Europy juniorów. 
Medalista mistrzostw Polski juniorów. 
Rekord życiowy w biegu na 110 metrów przez płotki: 14,42 (29 sierpnia 2011, Wrocław). 

## Osiągnięcia
| Rok  | Impreza                     | Miejsce | Konkurencja        | Pozycja    | Wynik |
| ---- | --------------------------- | ------- | ------------------ | ---------- | ----- |
| 2011 | Mistrzostwa Europy juniorów | Tallinn | sztafeta 4 x 100 m | 3. miejsce | 40,42 |